# Sörslåttjärnen (Sorsele socken, Lappland, 725066-155875)
Sörslåttjärnen är en sjö i Sorsele kommun i Lappland och ingår i Umeälvens huvudavrinningsområde.